# محمد الزبيدي (لاعب كرة قدم مواليد 2005)
محمد عبده الزبيدي لاعب كرة قدم سعودي و يلعب كلاعب وسط و يلعب حالياً مع النادي الفيصلي السعودي.

## مسيرة اللاعب
لعب في الفئات السنية في نادي التسامح وانتقل إلى النادي الفيصلي في عام 2023.